# Sint-Augustinuskerk (Amsterdam-Buitenveldert)
De Sint-Augustinuskerk is een  rooms-katholieke kerk op de hoek van de Amstelveenseweg en de Kalfjeslaan in Buitenveldert in Amsterdam-Zuid.

## Geschiedenis
De kerk werd in 1934-1935 gebouwd naar ontwerp van Jan van Hardeveld en Herman van der Bijl. 
Mari Andriessen maakte de beeldhouwwerken aan de voorkant en in de kerk; het lichtgekleurde glas-in-lood is van Willem Mengelberg.
De kerk werd gebouwd in de weilanden, maar raakte in de jaren-'60 ingebouwd door de nieuwe wijk Buitenveldert. Anno 2024 wordt gesproken over een toekomstige bestemming van het gebouw, waarvan de kerkelijke functie zal worden overgenomen door de Urbanuskerk in Bovenkerk.
In dat kader moet ook gezien worden dat buurtbewoners en gemeente voor het behoud van de kerk streden. Het gebouw werd in 2024 tot gemeentelijk monument verklaard (200988) om het te behouden nadat op 1 januari 2026 de kerkdiensten als zodanig stoppen.